# Taborio
Taborio est un village de Tarawa-Nord, aux Kiribati. Il est surtout connu pour son college, l'Immaculate Heart College qui comporte un pensionnat catholique.